# تپه قادرآباد (مشهد)
تپه قادرآباد؛ نام تپه‌ای باستانی مربوط به دورهٔ پیشاتاریخ است و در شهرستان مشهد، بخش مرکزی، دهستان میان ولایت، مابین روستای قادرآباد و گرمه واقع شده و این اثر در تاریخ ۱۰ مهر ۱۳۸۰ با شمارهٔ ثبت ۴۰۳۲ به‌عنوان یکی از آثار ملی ایران به ثبت رسیده‌است.